# Шестоднев (Йоан Екзарх)
 Тази статия е за съчинението на Йоан Екзарх.  За библейския разказ вижте Шестоднев.  
„Шестоднев“ е известно произведение на българския средновековен книжовник Йоан Екзарх Български, представител на Преславската книжовна школа.

## Особености
Утвърждава се християнският възглед в българската култура и се дават представи за неговото създаване. Внася в историята на България завършена, философски цялостна картина на света. Използват се основните похвати на логиката – сравняване и тълкуване.
Произведението принадлежи на философско-богословския жанр, то е философско съчинение със светско съдържание и тълкувателно-нравоучителен характер, утвърждаващ християнския мироглед.
Израз е на стремежа на средновековния книжовник да обхване божието творение в картината на света и да изясни същността на сътворението.
Принципът при изграждане на текста е сакрализираната представа за последователността на божиите дела. Книгата е предназначена не за обикновения човек, а за образования читател (за кръга около княз Симеон и новосъзадаващото се по онова време българско духовенство).

## Извори
Съчинението е компилация от произведения на други автори, като Йоан Екзарх прави също и свои оригинални допълнения:
- Василий Велики (330 – 378) – отец на църквата, ритор, писател, допринесъл за развитието на философския език на християнството;
- Йоан Филопон (470 – 550) – философ, опитал се да успореди Аристотеловата философия с християнското учение („За строежа на света“);
- Севериан Гавалски (IV век) – епископ на гр. Гавал, Сирия, автор на „Шест слова за сътворението на света“;
- Аристотел (384 – 323 пр.н.е.) – чрез него се възприемат античните идеи в християнската култура.

## Композиция
Книгата е изградена от Пролог и 6 части – 6 философски беседи, които отразяват последователността на божиите действия при сътворението на света. Всяко слово е посветено на отделен ден от седмицата.
- Пролог – представен е собственият творчески процес, има обръщение към цар Симеон
- Първо слово – сътворяването на светлината и мрака, небето и земята
- Второ слово – водата и твърдта
- Трето слово – растенията
- Четвърто слово – небесните светила
- Пето слово – животните
- Шесто слово – човека

## Познание
- Познанието се различава много от съвременните ни представи. То е съчетание от образно и логическо осмисляне на творението.
- Книгата е наследник на ранно-християнските енциклопедични традиции за описание на света.
- Картината на света е йерархична. Темата за превъзходството на човека над останалите живи твари е застъпена многократно. Човекът заема най-висшето място в творението, защото е създаден по Божий „образ и подобие“ и носи частица от Божия Дух.
- Разказва се за устройството на човешкото тяло, за разните създания, за природните явления. Дават се данни и за зодиите.